# Montuenga de Soria
Montuenga de Soria es una localidad española del municipio de Arcos de Jalón, perteneciente a la provincia de Soria, en la comunidad autónoma de Castilla y León.

## Geografía
Se encuentra situada a 2,4 km de la A-2, entre Arcos de Jalón y Santa María de Huerta en un altitud de 824 m sobre el nivel del mar. Está ubicada en la comarca de Arcos de Jalón y el partido judicial de Almazán.

## Historia
A la caída del Antiguo Régimen la localidad se constituye en municipio constitucional, en la región de Castilla la Vieja que en el censo de 1842 contaba con 94 hogares y 380 vecinos. A mediados del siglo XIX, la villa tenía contabilizadas 97 casas. Aparece descrita en el decimoprimer volumen del Diccionario geográfico-estadístico-histórico de España y sus posesiones de Ultramar de Pascual Madoz de la siguiente manera:

MONTUENGA: v. con ayunt. en la prov. de Soria (12 leg.), part. jud. de Medinaceli (4), aud. terr. y c. g. de Burgos (34 1/2), dióc. de Sigüenza (8): sit. al pie de un pequeño cerro, con clima sano; tiene 97 casas; la consistorial; escuela de instruccion primaria, á cargo de un maestro, sacristan y secretario de ayunt., dotado con 1,100 rs. y 12 fan. de trigo: una igl. parr. (San Juan Bautista) servida por un cura y un sacristan; contiguo á la igl. se halla el cementerio que no perjudica á la salubridad pública. térm.: confina con los de Almaluez, Sta. Maria de Huerta, Judes y Aguilar; dentro de él se encuentran las ruinas de un cast., un pozo de buenas aguas que surte al vecindario; las ermitas de San Sebastian y La Soledad: el terreno fertilizado por el r. Jalon y un arroyuelo llamado Almoguera que desagua en aquel, es de buena calidad; comprende algunos prados de buenos pastos, y como 200 fan. de monte poblado de encina, chaparro y otras matas bajas. caminos: los que dirigen á los pueblos limítrofes. correo: se recibe y despacna en la cab. del part. prod.: cereales de buena clase, legumbres, hortalizas, cáñamo, patatas, nabos, leñas de combustible y buenos pastos con los que se mantiene ganado lanar, cabrio, vacuno, mular y asnal. ind.: la agrícola, varios telares de lienzos de cáñamo y paños ordinarios, y algunos de los oficios mas indispensables. comercio: esportacion del sobrante de frutos é importacion de los art . que faltan. pobl.: 94 vec., 380 alm. cap. prod.: 117,213 rs. 16 mrs. imp.: 50,003 rs. 30 mrs.
(Madoz, 1848, p. 572)

Hasta la reforma de la nomenclatura municipal de 1916 el municipio se llamaba simplemente Montuenga. En dicha fecha su nombre fue modificado por el de Montuenga de Soria. El municipio de Montuenga de Soria desapareció en 1967, al fusionarse con los de Arcos de Jalón, Aguilar de Montuenga, Chaorna, Judes, Iruecha, Layna, Sagides, Somaén, Velilla de Medinaceli y Jubera. Contaba entonces con 125 hogares y 479 habitantes.

## Demografía
| Gráfica de evolución demográfica de Montuenga de Soria entre 1842 y 1960 |
| |
| Población de derecho según los censos de población del INE Población de hecho según los censos de población del INEEn estos censos se denominaba Montuenga: 1842, 1857, 1860, 1877, 1887, 1897, 1900 y 1910 Entre el censo de 1970 y el anterior, este municipio desaparece porque se integra en el municipio 42025 (Arcos de Jalón) |

En el año 1981 contaba con 193 habitantes, concentrados en el núcleo principal, pasando a 127 en 2010, 69 varones y 60 mujeres.
| Gráfica de evolución demográfica de Montuenga de Soria entre 2000 y 2010                         |
|                                                                                                  |
| Población de derecho (2000-2010) según los censos de población del INE a 1 de enero de cada año. |

## Patrimonio
- Castillo de Montuenga. El castillo se alza sobre un alto cerro, escarpado y alargado, desde el que domina la localidad de Montuenga de Soria. Quedan escasos restos de lo que fue la edificación, dos torres poligonales en los extremos unidas por lienzos. El castillo fue construido en mampostería con sillares en las esquinas y está perfectamente adaptado al cerro sobre el que se asienta. Figura en el catálogo de Bienes Protegidos de la Junta de Castilla y León en la categoría de Castillo con fecha de declaración 22 de abril de 1949.[8]
- La Fuente, donde aún se puede leer "agua no potable" desconociéndose la fecha de esta inscripción.